# Matthias Sundberg
Matthias Sundberg, född den 28 augusti 1992, är en svensk ishockeyspelare som säsongen 2022/2023 spelar för Tyresö/Hanviken i Hockeyettan.